# 安吉耶山
安吉耶山（英語：Mount Angier）是南極洲的山峰，位於沙克爾頓海岸，屬於伊麗莎白女王嶺中穆爾山的一部分，在1957年由英聯邦探險隊發現，現時由南極條約體系管理。